# Ридинг, Оскар
Оскар Ридинг (нем. Oskar Rieding; 1840, Штеттин (ныне Щецин, Польша) — 1918, Цилли (ныне Целе, Словения)) — немецкий скрипач и композитор.

## Биография
Учился в Новой Академии музыки в Берлине и в Лейпцигской консерватории, после окончания которой переехал в Вену, а в 1871 был приглашён Гансом Рихтером на пост концертмейстера оркестра Будапештской оперы, который занимал до 1904 года, после чего удалился на пенсию в Целе, где и умер.

## Творчество
Основные произведения Ридинга написаны для скрипки в сопровождении фортепиано или оркестра, многие из них используют венгерские народные мотивы. Наибольшую известность завоевали простые и изящные концерты: соль мажор Op. 34, си минор Op. 35 и ре мажор Op. 36, а также Концертино в венгерском стиле ля минор Op. 21. Концерты Ридинга стали классикой педагогического репертуара по классу скрипки во многих странах, в том числе и в России. Ицхак Перлман записал концерт Op. 35 в составе своего альбома «Концерты из моего детства».

## Память
Международный конкурс имени Оскара Ридинга с 2017 года проходит в Целье.